# Koraloid

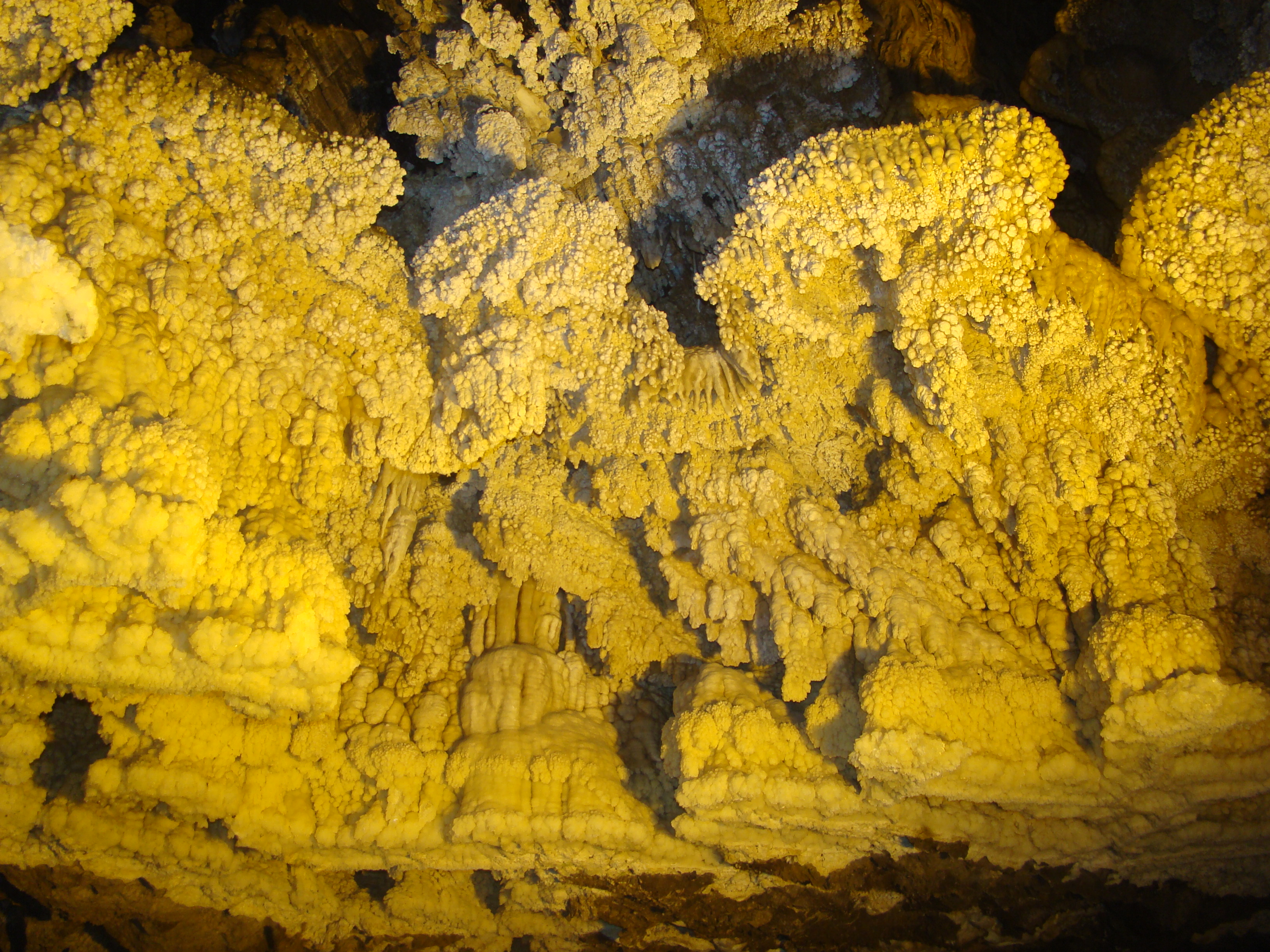

Koraloidy – ogólna nazwa spotykanych w jaskiniach utworów o kształtach nodularnych, kulistych lub koralopodobnych. Mogą być zbudowane z kalcytu, gipsu, opalu, kwarcu, ale także z także z lawy.
Koraloidy (z wyjątkiem koraloidów lawowych) powstają wskutek wykrystalizowania soli z roztworu wody. Należą do nich: nacieki koralowe, stalaktyty koralowe, stalaktyty kuliste, koralowe stalagmity i stalagnaty, korale naciekowe i różne inne koralowate formy.